# Valdocco
Valdocco ist ein Stadtteil von Turin, dessen Name heute gemeinhin für das erste, durch den heiligen Johannes Bosco 1846 gegründete Oratorium für Jugendliche steht. Diese Einrichtung gilt bis heute als Casa madre der Salesianer Don Boscos, auch wenn das Generalat sich heute in Rom befindet. Don Bosco ist in Valdocco 1888 gestorben. In der Basilika befinden sich die Reliquien von ihm, von Dominikus Savio und Maria Mazzarello.
Auf dem Gelände befinden sich heute:
- die Maria-Hilf-Basilika
- die Kirche des hl. Franz von Sales
- die Pinardi-Kapelle
- das Provinzialat der Provinz Piemont
- die italienische Missionsprokur der Salesianer Don Boscos
- die Mittelschule Don Bosco
- eine Berufsschule (Cnos-Fap Centro Valdocco)